# ام‌وی کلیو
ام‌وی کلیو (به انگلیسی: MV Clio) یک کشتی بود که طول آن ۴۰۱ فوت ۹ اینچ (۱۲۲٫۴۵ متر) بود. این کشتی در سال ۱۹۳۹ ساخته شد.